# Cleopatra y César
Cleopatra y César (en francés: Cléopâtre et César), también conocida como Cleopatra ante César, es una pintura al óleo sobre lienzo del artista academicista Jean-Léon Gérôme, terminada en 1866. La obra fue encargada por la famosa cortesana La Païva, pero no quedó satisfecha con el cuadro terminado y se lo devolvió a Gérôme. Fue expuesto en el Salón de 1866 y en la Real Academia de Arte en 1871.
La pintura de Gérôme es una de las primeras representaciones modernas de Cleopatra emergiendo de una alfombra en presencia de Julio César, una inexactitud histórica menor que surgió de la traducción de una escena de la Vida de César de Plutarco y el cambio semántico de la palabra "alfombra" con el tiempo. La obra se considera un ejemplo clásico de egiptomanía y fue producida en masa por Goupil, lo que le permitió llegar a un amplio público.
La pintura perteneció al banquero estadounidense Darius Ogden Mills y permaneció en la colección de arte de la familia Mills durante más de un siglo hasta que fue vendida a un coleccionista privado en 1990.

## Fondo
Jean-Léon Gérôme (1824-1904) fue un destacado pintor y escultor francés del siglo XIX. A los veintitrés años llamó la atención del mundo del arte en el Salón de 1847 con Jóvenes griegos presenciando una pelea de gallos (1846), un cuadro neogriego que fue elogiado por Théophile Gautier.  Con obras basadas en sus frecuentes viajes por Oriente Próximo y visitas a Egipto, Gérôme se especializó en pintura histórica y orientalista y se hizo conocido como líder del movimiento artístico academicista.  Según el historiador Charles Sowerwine, Gérôme
pintó temas eróticos con un enfoque fotográfico y carga sensual, pero evitó la "indecencia" mediante el uso de contextos orientales e históricos. . . . Para nosotros, los desnudos de Gérôme parecen pornográficos, pero para los contemporáneos fueron idealizados por su eliminación de la sociedad contemporánea y su inserción en el contexto oriental. 
El escritor Prosper Mérimée propuso por primera vez el tema en una carta enviada a Gérôme en diciembre de 1860.   La Païva, una rica cortesana, encargó más tarde la pintura a Gérôme, con la intención de exhibirla en el Hôtel de la Païva, su mansión en los Campos Elíseos. Según el crítico de arte estadounidense Earl Shinn, la obra fue originalmente pintada sobre seda y diseñada como una "transparencia para bajar o subir a mitad de un largo salón" en la mansión de La Païva, "que era deseable dividir ocasionalmente en dos". 

## Desarrollo

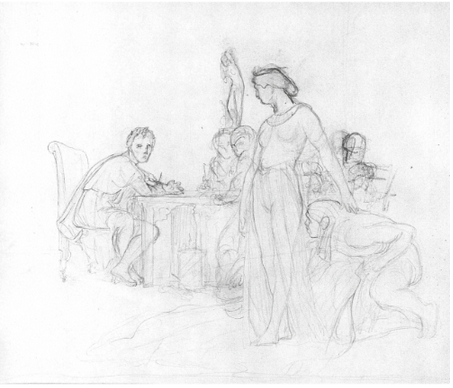
Estudio preparatorio a lápiz para la pintura.

Gérôme realizó al menos dos óleos previos y varios bocetos como preparación para la obra. Una primera variación muestra a Cleopatra tendida en el suelo estirándose hacia Julio César, con Apolodoro agachado detrás de ella. En otra variación antes de la versión definitiva, César aparece solo con las manos sobre el escritorio (en lugar de extendidas en gesto de sorpresa) sin sus cuatro secretarios. Cuando se terminó el trabajo en 1866, la posición de Cleopatra había cambiado para mostrarla de pie ante César con Apolodoro inclinado a su lado, apartando la alfombra de los pies de la reina. 
Gérôme pintó la escena basándose en el encuentro entre Cleopatra y César descrito en la Vida de César por el historiador griego Plutarco (c. 46 d. C. - 120 d. C.) más de un siglo después de que ocurriera el incidente.  Aunque Gérôme visitó Egipto en 1857, donde George W. Whiting de la Universidad Rice señala que "adquirió numerosos colores locales abundantes y detalles exactos" que volcó en la pintura,  el fondo arquitectónico egipcio deriva de una ilustración en un volumen de la Description de l'Égypte (1809-1829) que representa un templo en Deir el-Medina. 

## Finalización y exposición.
A La Païva no le gustó el cuadro que había encargado y se lo devolvió a Gérôme. Ackerman señala que consideró que el trabajo era demasiado caro.  Gérôme modificó la obra añadiendo lienzo en la parte posterior para darle mayor resistencia, y posteriormente fue comprada por su suegro, Adolphe Goupil (1806-1893) de Goupil & Cie., el principal comerciante de imágenes de arte de la Francia del siglo XIX. Gérôme conoció a Goupil en 1859 y se casó con su hija Marie unos años después. Cleopatra y César fue una de las tres obras que Gérôme presentó en el Salón de 1866 donde se exhibió con el título César y Cléopatra (César et Cléopâtre).   La pintura apareció en la exposición de la Real Academia de Arte en 1871 con el nombre más largo de Cleopatra llevada a César en una alfombra (Cléopâtre apportée à César dans un tapis).  

## Descripción

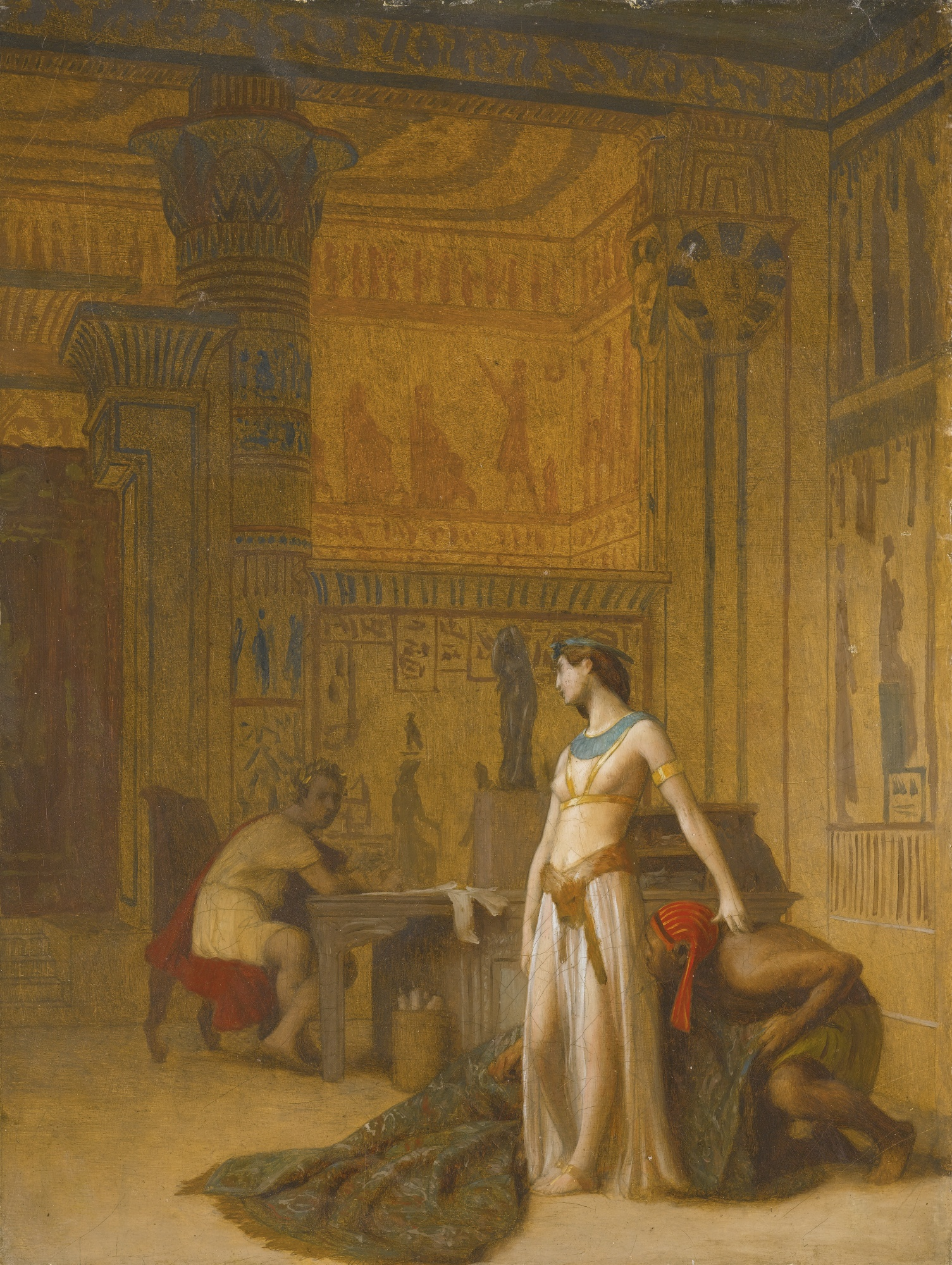
Una de las dos versiones alternativas.

La pintura representa el momento en el año 47 a. C., cuando Cleopatra se encuentra por primera vez ante Julio César después de que Apolodoro, su sirviente, haya conseguido introducirla clandestinamente en palacio escondida dentro de una alfombra. Las figuras se muestran a la mitad del tamaño natural.  Desde la exposición de 1866, la obra pasó a ser conocida con otros títulos, como Cleopatra ante César y Cleopatra y César.  

## Recepción
El proyecto American Egyptomania de la Universidad George Mason describe la pintura como un ejemplo clásico de la egiptomanía decimonónica, que contiene "sexo, esclavitud, desnudez y decadencia".  Lucy H. Hooper lo llamó pieza complementaria del trabajo anterior de Gérôme, Friné ante el Areópago (1861).  La pintura fue una de las dos representaciones notables de Cleopatra a mediados del siglo XIX junto con Cleopatra y el campesino (1838) de Eugène Delacroix. 

## Inexactitud histórica
Una traducción de la Vida de César de Plutarco realizada por John Langhorne y su hermano William publicada en 1770 fue la primera fuente en utilizar la palabra "alfombra" para describir el material utilizado por el sirviente de Cleopatra para colarla en el palacio. Aunque el significado original utilizado por Plutarco era más parecido a lo que hoy se conoce como bolsa de lona, en el momento de la traducción de Langhorne una alfombra significaba un tipo de "tela gruesa", no una alfombra real. Pero en el siglo XIX, el cambio semántico hizo que la palabra adquiriera un significado diferente. La leyenda de Cleopatra escondida en una alfombra, aunque históricamente inexacta, se convirtió en la imagen más popular, siendo Gérôme uno de los primeros en popularizarla en el arte moderno. 

## Influencia

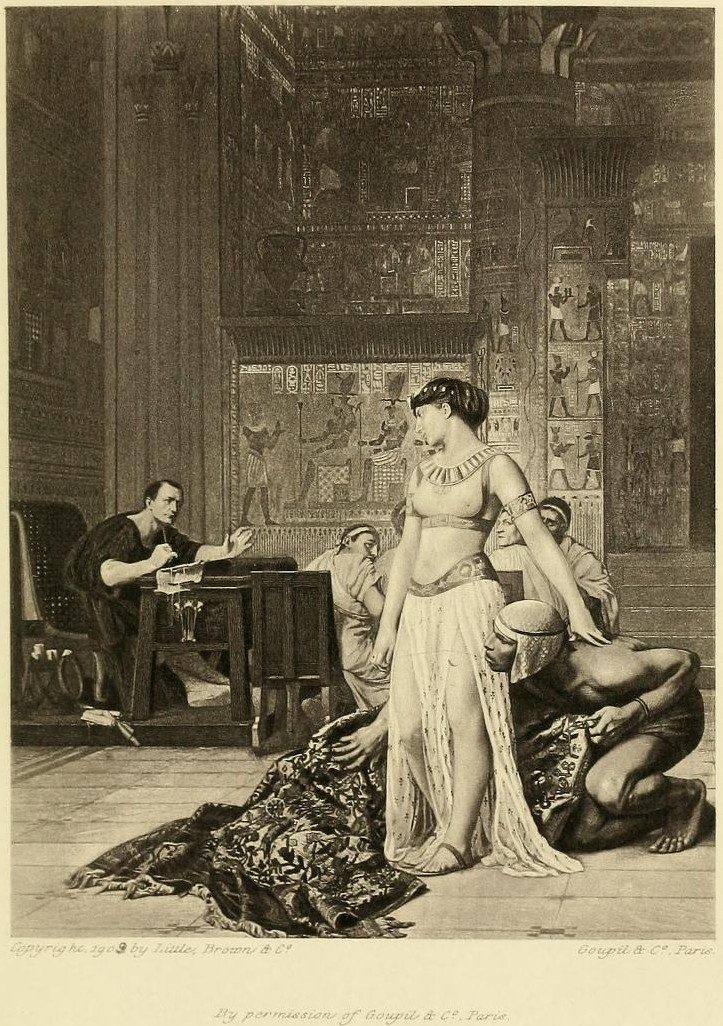
Una ilustración de Goupil (1909).

La relación profesional de Gérôme con el coleccionista de arte Adolphe Goupil permitió que sus pinturas se produjeran en masa en forma de grabados y fotografías, llegando a más personas e impactando en la cultura general occidental.   Con el tiempo, tanto las producciones teatrales como las de Hollywood sobre Cleopatra buscaron inspiración en la pintura de Gérôme.  Whiting sostiene que el trabajo de Gérôme probablemente influyó en la obra del dramaturgo irlandés George Bernard Shaw César y Cleopatra (1898), particularmente en la escena de la alfombra en el Acto III.  Muchas de las pinturas históricas de Gérôme influyeron en la composición de escenas cinematográficas que retratan la historia antigua. 

## Procedencia
La pintura fue comprada por el banquero, filántropo y promotor inmobiliario de Nueva York Darius Ogden Mills en la década de 1870 y permaneció en la colección de arte de la familia Mills hasta que fue vendida a un coleccionista privado en 1990. 